# Маккормик, Дэвид
Дэвид Харольд (Дэйв) Маккормик (англ. David Harold (Dave) McCormick; род. 17 августа 1965, Вашингтон) — американский политик, член Республиканской партии, сенатор США от штата Пенсильвания (с 2025).

## Биография
В 1987 году окончил военную академию Вест-Пойнт, в составе 82-й воздушно-десантной дивизии участвовал в войне в Персидском заливе. Награждён медалью «Бронзовая звезда», ушёл в отставку в звании капитана.
В 1994—1996 годах учился в Школе общественных и международных отношений Принстонского университета.
Являлся консультантом в компании McKinsey & Company, в 1999—2005 годах последовательно управлял ИТ-компаниями FreeMarkets и Ariba.
С 2005 года работал в администрации президента Джорджа Буша — сначала помощником министра торговли по вопросам промышленности и безопасности, с 2006 года — заместителем советника по национальной безопасности со сферой ответственности в области международных экономических проблем. С августа 2007 года по 20 января 2009 года являлся помощником министра финансов США по международным вопросам.
С 2009 года работал в Bridgewater Associates, в 2020 году занял должность главного исполнительного директора, в 2022 году ушёл из компании.
17 мая 2022 года Маккормик проиграл врачу и телеведущему Мехмету Озу борьбу за выдвижение кандидатом от республиканцев на выборах в Сенат США, получив 31,1 % голосов против 31,2 %, набранных победителем (впоследствии тот уступил на выборах в Сенат США от Пенсильвании Джону Феттерману).
5 ноября 2024 года победил на выборах в Сенат США от Пенсильвании обладателя мандата, демократа Боба Кейси с результатом 48,8 %.